# Orthrozanclus
Orthrozanclus é um gênero de animais marinhos de afinidades desconhecidas do Cambriano Médio do Folhelho Burgess, Canadá.

## Descrição
Os animais deste gênero tinham de um a dois centímetros de comprimento, com espinhos saindo de seus corpos. Ainda se discute se esse gênero tem relações com Wiwaxia ou Halkieria.